# Webster, Quận Burnett, Wisconsin
Webster là một làng thuộc quận Burnett, tiểu bang Wisconsin, Hoa Kỳ. Năm 2006, dân số của làng này là 653 người.